# Biloțerkivka, Kuibîșeve
Biloțerkivka (în ucraineană Білоцерківка) este localitatea de reședință a comunei Biloțerkivka din raionul Kuibîșeve, regiunea Zaporijjea, Ucraina.

## Demografie
Componența lingvistică a localității Biloțerkivka
     Ucraineană (91,67%)
     Rusă (7,13%)
     Alte limbi (0,54%)
Conform recensământului din 2001, majoritatea populației localității Biloțerkivka era vorbitoare de ucraineană (91,67%), existând în minoritate și vorbitori de rusă (7,13%).